# Aloe mwanzana
Aloe mwanzana é uma espécie de liliopsida do gênero Aloe, pertencente à família Asphodelaceae.